# Dukuhtunggal
Dukuhtunggal is een bestuurslaag in het regentschap Lamongan van de provincie Oost-Java, Indonesië. Dukuhtunggal telt 2173 inwoners (volkstelling 2010).